# Jesuíta Barbosa
José Jesuíta Barbosa Neto (Salgueiro, 26 de junho de 1991) é um ator brasileiro. Considerado um importante talento do cinema brasileiro, teve seu desempenho em longas-metragens aclamado pela crítica e também por renomados atores do país.
Na televisão, ganhou destaque nas novelas O Rebu (2014), Verão 90 (2019) e Pantanal (2022) e nas séries Amores Roubados (2014) e Justiça (2016).

## Vida e carreira

### 1991–2015
Jesuíta Barbosa nasceu na cidade de Salgueiro no Sertão de Pernambuco em 26 de junho de 1991, filho de Elizabeth Miriam e de José Jesuíta Barbosa Filho, delegado de polícia, e passou a infância em Parnamirim, também situada no sertão pernambucano. Aos 10 anos mudou-se para Fortaleza, no Ceará, onde começou a atuar em grupos de teatro na escola.
Aos 17 anos prestou vestibular para publicidade, pedagogia e licenciatura em teatro. Ele passou para os dois últimos cursos e optou pelo teatro. Embora o seu pai desejasse o seu ingresso em Direito ou Medicina, matriculou-se no curso de atuação Princípios Básicos do Teatro José de Alencar, e, posteriormente, no curso de Licenciatura em Teatro do Instituto Federal do Ceará.
Deu seus primeiros passos como ator no coletivo As Travestidas em 2008, composto por artistas de diversas áreas que se apresentavam como transformistas, comandado pelo ator Silvero Pereira. O ator viajou com o grupo, de Petrolina (PE) a Juazeiro (CE), encarando de frente o estereótipo do macho nordestino – ali também nasceu seu alter ego, a travesti Monique Frazão. No ano seguinte, participou das peças Corpos Aprisionados e Deserdados com o Centro de Experimentações em Movimentos. De 2009 a 2011, integrou a Cia. Teatro do Improviso, estreando o Rimprovisando – primeiro espetáculo de improviso do Nordeste.
Em 2012, estreou no cinema com o curta-metragem Dias em Cuba e em 2013, apareceu em O Melhor Amigo. Obtendo êxito no respeitado Cinema de Pernambuco, atuando em filmes de cineastas pernambucanos como Serra Pelada de Heitor Dhalia que viveu um garimpeiro gay. Foi como o militar que vive um romance homossexual com o líder de uma trupe teatral em Tatuagem de Hilton Lacerda – um de seus primeiros personagens e talvez o mais complexo até aqui – que levou seu primeiro prêmio, o Troféu Redentor de Melhor Ator no Festival do Rio 2013. O filme entrou na lista feita pela Associação Brasileira de Críticos de Cinema (Abraccine) dos 100 melhores filmes brasileiros de todos os tempos.
Em janeiro de 2014 deu vida a Fortunato Dias na minissérie Amores Roubados, marcando a sua a estreia na TV. Em entrevista ao Gshow, Jesuíta declarou: "Tenho a certeza de que Amores Roubados é uma obra construída com muito carinho por cada um envolvido. Eu fiquei mais forte depois dessa vivência. É muito gostoso ver que tudo estava muito bem produzido, que todo esforço e preparo tinha valido a pena." Na mesma entrevista, sobre contracenar ao lado de Cauã Reymond, Patrícia Pillar, Cássia Kis e Isis Valverde, ele declarou: "É sempre um desafio cada trabalho que acontece. Conhecer esses profissionais incríveis foi ao mesmo tempo que intenso, confortante, por perceber humanidade e parceria entre todos."
De julho à setembro de 2014, viveu Alain na novela O Rebu. Por sua atuação na trama Jesuíta recebeu uma indicação no Troféu APCA como Prêmio APCA de melhor ator de televisão, onde disputou com Tony Ramos, da mesma trama. Em 18 de março de 2015, interpretou a versão jovem de João Miguel (Domingos Montagner) na telenovela Sete Vidas.
Em 2015, interpretou Wagner no curta-metragem A História de uma Pena, lançado em 6 de agosto de 2015 e dirigido por Leonardo Mouramateus.

### 2016–2018

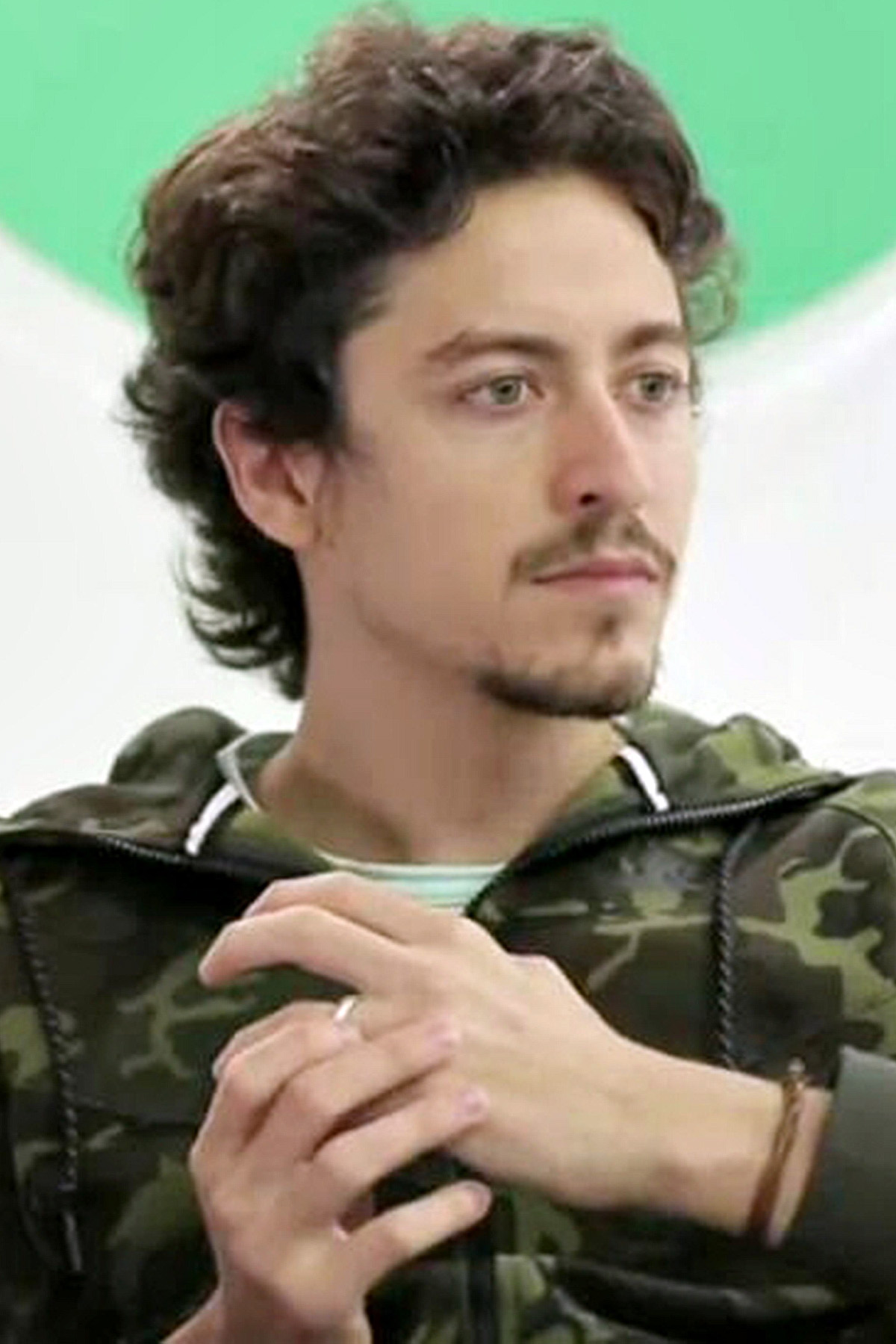
Jesuíta durante entrevista para fevereiro de 2016

Viveu Felipe Labarte na minissérie Ligações Perigosas, produzida e exibida pela Rede Globo em 2016, em 10 capítulos, onde ganhou bastante destaque por ser um dos protagonistas da trama. Inspirada no clássico da literatura francesa As Ligações Perigosas de Choderlos de Laclos, foi escrita por Manuela Dias. Ainda em janeiro é lançado Reza a Lenda, filme dirigido pelo cineasta Homero Olivetto. No filme filmado em 2014 nas cidades de Petrolina, Juazeiro e Sobradinho, Jesuíta da vida a Pica-Pau, um dos integrantes do bando de motoqueiros de Ara (Cauã Reymond).
Protagonizou o primeiro núcleo da minissérie Justiça, interpretando Vicente Menezes, ao lado de Débora Bloch e Marina Ruy Barbosa. No primeiro núcleo é exibido o caso de Elisa (Débora Bloch) que não supera a morte da filha, Isabela (Marina Ruy Barbosa), assassinada pelo noivo Vicente (Jesuíta Barbosa) que a flagra o traindo com o ex-namorado. A série não contou com um protagonista definido, tendo um diferente em cada dia da semana retratando diferentes tramas que se cruzam. Por sua atuação, Jesuíta ganhou o prêmio de Melhor Ator de Série ou Minissérie no Melhores do Ano de 2016, desbancando Cauã Reymond, também por sua atuação em Justiça, e Lázaro Ramos por Mister Brau.
Ainda em 2016, viveu Davi Fontes na série Nada Será Como Antes. Jesuita e Chay Suede fizeram os testes para interpretar Davi, sendo que o primeiro ficou com o papel. Apesar de ser creditado como participação especial desde o primeiro episódio, Jesuíta fez parte do elenco principal, aparecendo pela primeira vez no nono episódio da série. Em outubro é lançado oficialmente o filme Jonas, estrelado por Jesuíta e Laura Neiva. O filme conta a história de Jonas, vivido por Jesuíta, que alimenta um amor doentio por Branca, personagem de Laura, filha da patroa de sua mãe. Em pleno carnaval, o rapaz sequestra Branca e a mantém refém dentro de um carro alegórico em forma de Baleia, e presos na "barriga do animal, eles iniciam um romance. Dirigido por Lô Politi, e gravado em 2015, foi exibido na Mostra de Cinema de São Paulo de 2016, contando também com Criolo, Chay Suede e Karol Conka no elenco. Enquanto estava no ar em Nada Será Como Antes, viveu Cristiano na minissérie de drama e mistério Fim do Mundo. Composta por cinco capítulos e transmitida pelo Canal Brasil. A minissérie, realizada pela Rec Produtores, foi gravada em Triunfo (Pernambuco) — com casas do século XIX e sítios da zona rural transformados em locações — tendo como criador, roteirista e diretor Hilton Lacerda, dividindo a direção com Lírio Ferreira.

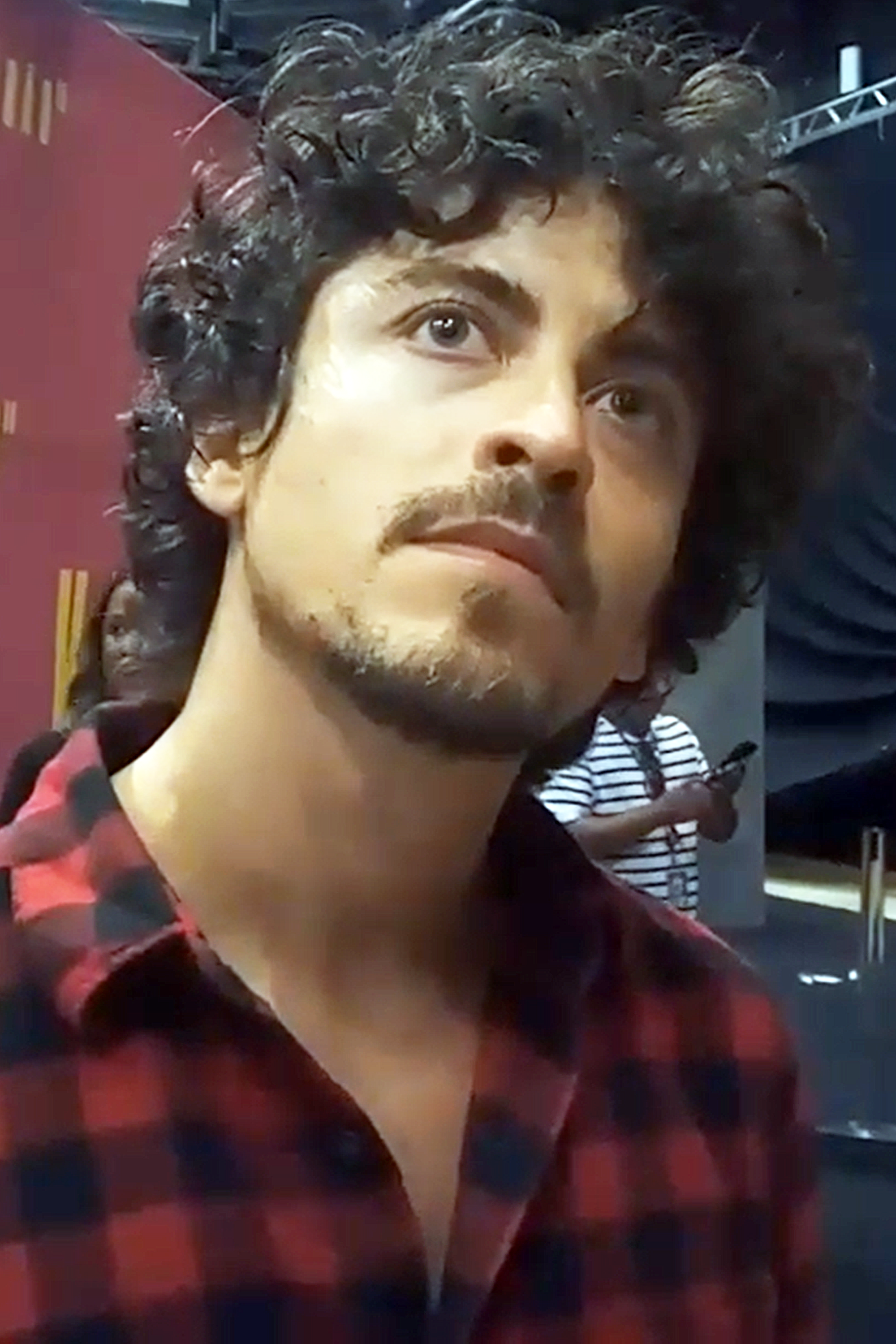
Jesuíta em 2019.

Em 2017, é lançado o filme Malasartes e o Duelo com a Morte de Paulo Morelli, com Jesuíta interpretando o protagonista Pedro Malasartes. O filme mostra Malasartes vivendo de pequenas trapaças, mas terá que enfrentar dois grandes inimigos: Próspero, que faz de tudo para impedir que sua irmã Áurea namore um sujeito como ele, e a própria Morte encarnada, que quer tirar férias e enganar Malasartes. O filme foi transformado em um minissérie de três capítulos exibido pela Rede Globo em dezembro de 2017, onde Jesuíta foi bastante elogiado por internautas nas redes sociais por seu desempenho.
Em 2018, foi um dos destaques da supersérie Onde Nascem os Fortes, na qual viveu o personagem Ramirinho, filho de um juiz linha-dura, que esconde sua outra identidade, a aclamada cantora drag queen Shakira do Sertão. Ao longo da trama, pai e filho entram em conflito, e a verdade aparece. Em novembro de 2018, foi lançado o filme O Grande Circo Místico, com Jesuíta dando vida ao protagonista Celaví. O filme foi um projeto do cineasta brasileiro Cacá Diegues, com roteiro de George Moura e colaboração de Cacá Diegues. As filmagens começaram em 2015 e ocorreram em Portugal. O filme também foi estrelado pela brasileira Bruna Linzmeyer, e os franceses Catherine Mouchet e Vincent Cassel.

### 2019–presente
De janeiro à julho de 2019, atuou na novela Verão 90, na pele do vilão Jerônimo Guerreiro. Por seu papel Jesuíta recebeu o prêmio de Melhor Ator de Novela no Melhores do Ano de 2019, vencendo Renato Góes por Órfãos da Terra e Reynaldo Gianecchini por A Dona do Pedaço.
No filme de Flavia Castro Deslembro, lançado em junho de 2019, e estrelado por Jeanne Boudier e Eliane Giardini, deu vida a Eduardo. Entre agosto de 2019 e março de 2020, protagonizou o musical Lazarus, dando vida a Thomas Newton. A peça marcou também a abertura do Teatro Unimed em São Paulo.

## Vida pessoal
Jesuíta é bissexual. Namorou o ator Fábio Audi de 2014 à 2021. Desde 2022 namora Cícero Ribeiro.

## Filmografia

### Televisão
| Ano  | Título                | Personagem                              | Nota(s)                                    |
| ---- | --------------------- | --------------------------------------- | ------------------------------------------ |
| 2014 | Amores Roubados       | Fortunato Dias                          |                                            |
| 2014 | O Rebu                | Alain                                   |                                            |
| 2015 | Sete Vidas            | João Miguel Oliveira Sanches (jovem)    | Episódio: "18 de março"                    |
| 2016 | Ligações Perigosas    | Felipe Labarte                          |                                            |
| 2016 | Justiça               | Vicente Menezes                         |                                            |
| 2016 | Nada Será Como Antes  | Davi Fontes                             | Episódios: "29 de novembro–20 de dezembro" |
| 2016 | Fim do Mundo          | Cristiano                               |                                            |
| 2018 | Onde Nascem os Fortes | Ramirinho Curió Jr. / Shakira do Sertão |                                            |
| 2019 | Feras                 | Guile                                   | Episódio: "Pronto, Agora Você é Fluido"    |
| 2019 | Verão 90              | Jerônimo Guerreiro (Rojê)               |                                            |
| 2022 | Pantanal              | Joventino Leôncio Neto (Jove)           |                                            |

### Cinema
| Ano  | Título                           | Personagem               | Nota(s)        |
| ---- | -------------------------------- | ------------------------ | -------------- |
| 2012 | Dias em Cuba                     | [ 60 ]                   | Curta-metragem |
| 2013 | O Melhor Amigo                   | Lucas                    | Curta-metragem |
| 2013 | Cine Holliúdy                    | Acrísio                  |                |
| 2013 | Serra Pelada                     | Navalhada                |                |
| 2013 | Tatuagem                         | Soldado Araújo (Fininha) |                |
| 2014 | Praia do Futuro                  | Ayrton                   |                |
| 2014 | Trash - A Esperança Vem do Lixo  | Turk                     |                |
| 2015 | A História de uma Pena           | Wagner                   | Curta-metragem |
| 2016 | Reza a Lenda                     | Pica-Pau                 |                |
| 2016 | Jonas                            | Jonas                    |                |
| 2017 | Malasartes e o Duelo com a Morte | Pedro Malasartes         |                |
| 2018 | O Grande Circo Místico           | Celaví                   |                |
| 2019 | Deslembro                        | Eduardo / Thiago         |                |
| 2021 | O Auto da Boa Mentira            | Chefia                   |                |
| 2022 | A Filha do Palhaço               | Marlon                   |                |
| 2023 | Água Doce                        | João                     | Curta-metragem |
| 2025 | Homem com H                      | Ney Matogrosso           |                |

### Vídeos musicais
| Ano  | Canção          | Artista(s)              | Nota(s)             |
| ---- | --------------- | ----------------------- | ------------------- |
| 2014 | "Alma Sebosa"   | Johnny Hooker           |                     |
| 2015 | "Amor Marginal" | Johnny Hooker           |                     |
| 2017 | "Feito HaiKai"  | Verónica Decide Morrer  | Direção de Produção |
| 2017 | "Flutua"        | Johnny Hooker & Liniker |                     |
| 2020 | "Algo_1"        | L_CIO                   |                     |

## Teatro
| Ano     | Título                          | Personagem           |
| ------- | ------------------------------- | -------------------- |
| 2008    | Cabaré da Dama                  | Monnique Frazão      |
| 2009    | Corpos Aprisionados             |                      |
| 2009    | Deserdados                      |                      |
| 2009    | Rimprovisando                   | Vários               |
| 2010    | O Mistério da Cascata           |                      |
| 2010    | O Pagador de Promessas          |                      |
| 2011    | A Cigarra e a Formiga           |                      |
| 2011    | Borboleta Acorrentada           |                      |
| 2012    | Uma Flor de Dama                |                      |
| 2012    | O Fabuloso Catador de Histórias |                      |
| 2019–20 | Lazarus                         | Thomas Jerome Newton |
| 2025    | Sonho Elétrico                  | Artista              |

## Discografia
| Ano  | Título           | Álbum                 |
| ---- | ---------------- | --------------------- |
| 2018 | "Mal Necessário" | Onde Nascem Os Fortes |

## Prêmios e indicações
| Ano  | Prêmio                                  | Categoria                          | Trabalho                         | Resultado |
| ---- | --------------------------------------- | ---------------------------------- | -------------------------------- | --------- |
| 2013 | Festival de Cinema do Rio               | Melhor Ator                        | Tatuagem                         | Venceu    |
| 2014 | Grande Prêmio do Cinema Brasileiro      | Melhor Ator                        | Tatuagem                         | Indicado  |
| 2014 | Festival de Cinema de Língua Portuguesa | Melhor Ator                        | Tatuagem                         | Venceu    |
| 2014 | Melhores do Ano                         | Melhor Ator Revelação              | O Rebu                           | Indicado  |
| 2014 | Prêmio Quem de Televisão                | Melhor Revelação                   | O Rebu                           | Indicado  |
| 2014 | Prêmio F5                               | Revelação do Ano                   | O Rebu Amores Roubados           | Indicado  |
| 2014 | Prêmio Men of the Year Brasil           | Revelação do Ano                   | O Rebu Amores Roubados           | Venceu    |
| 2014 | Troféu APCA                             | Melhor Ator                        | O Rebu Amores Roubados           | Indicado  |
| 2014 | Prêmio Extra de Televisão               | Melhor Revelação                   | Amores Roubados                  | Indicado  |
| 2014 | Grande Prêmio do Cinema Brasileiro      | Melhor Ator Coadjuvante            | Serra Pelada                     | Indicado  |
| 2015 | Grande Prêmio do Cinema Brasileiro      | Melhor Ator Coadjuvante            | Praia do Futuro                  | Venceu    |
| 2015 | Festival Sesc Melhores Filmes           | Melhor Ator Nacional               | Praia do Futuro                  | Indicado  |
| 2015 | Prêmio Fiesp/Sesi-SP de cinema          | Melhor Ator Coadjuvante            | Praia do Futuro                  | Indicado  |
| 2015 | Prêmio Guarani de Cinema Brasileiro     | Melhor Ator Coadjuvante            | Praia do Futuro                  | Venceu    |
| 2016 | Prêmio Extra de Televisão               | Melhor Ator                        | Justiça                          | Indicado  |
| 2016 | Melhores do Ano                         | Melhor Ator de Série ou Minissérie | Justiça                          | Venceu    |
| 2016 | Prêmio Quem de Televisão                | Melhor Ator Coadjuvante            | Justiça                          | Indicado  |
| 2016 | Prêmio F5                               | Gato do ano                        | Ele mesmo                        | Indicado  |
| 2017 | Prêmio F5                               | Homem Mais Sexy                    | Ele mesmo                        | Indicado  |
| 2018 | Festival Sesc Melhores Filmes           | Melhor Ator                        | Malasartes e o Duelo com a Morte | Indicado  |
| 2018 | Grande Prêmio do Cinema Brasileiro      | Melhor Ator                        | Malasartes e o Duelo com a Morte | Indicado  |
| 2018 | Prêmio Fiesp/Sesi-SP de Cinema          | Melhor Ator de Série               | Malasartes e o Duelo com a Morte | Venceu    |
| 2018 | Troféu APCA                             | Melhor Ator                        | Onde Nascem os Fortes            | Indicado  |
| 2018 | Prêmio Extra de Televisão               | Melhor Ator Coadjuvante            | Onde Nascem os Fortes            | Indicado  |
| 2018 | Troféu Observatório da Televisão        | Melhor Ator Coadjuvante            | Onde Nascem os Fortes            | Venceu    |
| 2019 | Prêmio Platino                          | Melhor Ator                        | O Grande Circo Místico           | Indicado  |
| 2019 | Prêmio Jovem Brasileiro                 | Melhor Ator                        | Verão 90                         | Indicado  |
| 2019 | Melhores do Ano                         | Melhor Ator                        | Verão 90                         | Venceu    |
| 2019 | Prêmio F5                               | Ator de Novela                     | Verão 90                         | Indicado  |
| 2019 | Prêmio Contigo! Online                  | Melhor Ator Coadjuvante            | Verão 90                         | Indicado  |
| 2019 | Melhores do Ano NaTelinha               | Melhor Ator                        | Verão 90                         | Indicado  |
| 2019 | Prêmio Área VIP                         | Personagem do Ano                  | Verão 90                         | Indicado  |
| 2019 | Poc Awards                              | Poc do Ano                         | Ele mesmo                        | Venceu    |
| 2019 | Prêmio Brasil Musical                   | Ator / Atriz Revelação             | Lazarus                          | Indicado  |
| 2020 | Festival Sesc Melhores Filmes           | Melhor Ator Nacional               | Deslembro                        | Indicado  |
| 2021 | Prêmio Bibi Ferreira                    | Melhor Ator em Musicais            | Lazarus                          | Indicado  |
| 2022 | Festival Sesc Melhores Filmes           | Melhor Ator Nacional               | O Auto da Boa Mentira            | Indicado  |
| 2022 | Acervo Awards                           | Ator do Ano                        | Pantanal                         | Venceu    |
| 2022 | BreakTudo Awards                        | Melhor Ator Nacional               | Pantanal                         | Indicado  |
| 2022 | Poc Awards                              | Ator                               | Pantanal                         | Indicado  |
| 2023 | Prêmio iBest                            | Influenciador Protagonista         | Pantanal                         | Pendente  |